# Gara Războieni
Gara Războieni (inițial Székely-Kocsárd pálya-udvar, în română Gara Cucerdea Secuiască) este o gară care deservește orașul Ocna Mureș, județul Alba, România. 
În data de 6 decembrie 1918 Regimentul 15 Războieni al armatei române a ocupat gara Kocsárd, ocazie cu care un membru local al Gărzii Naționale Române, Ioachim Mureșan, a înlocuit tabla cu vechea denumire a gării cu una pe care era scris numele regimentului Războieni. Ulterior numele localității Cucerdea Secuiască a fost schimbat în Lunca Mureșului, iar cel al localității Feldioara Secuiască în Feldioara-Războieni (în prezent Războieni-Cetate, Alba).